# Примогенітура
Примогенітура чи первородство — система успадкування престолу в монархіях за правом первородства.
Розрізняють такі види:
- Агнатична примогенітура чи патрилінійна примогенітура, найбільш відома як салічна система. Жінки повністю виключаються з лінії престолонаслідування.
- Агнатично-когнатична примогенітура, відома також, як австрійська система. Жінки не виключаються з лінії престолонаслідування, проте чоловіки мають переважне право.
- Когнатична примогенітура, відома також, як кастильська система. Жінки не виключаються з лінії престолонаслідування, однак при інших рівних умовах чоловіки мають переважне право.
- Абсолютна примогенітура. Жінки і чоловіки мають рівні права.
- Матрилінійна примогенітура чи утробна примогенітура — в Європі невідома. Чоловіки повністю виключаються з лінії престолонаслідування.